# غابرييل أوربي
غابرييل أوربي (بالإسبانية: Gabriel Urpi)‏ مواليد 16 أغسطس 1961 في إسبانيا، هو لاعب كرة مضرب إسباني سابق وكان يلعب باليد اليمنى. أعلى تصنيف له في الفردي كان المركز الـ 106 في سنة 1981. أعلى تصنيف له في الزوجي كان المركز الـ 182 في سنة 1983.

## النهائيات

### الفردي: (1)
| الرقم | السنة | الدورة         | الأرضية | المنافس في النهائي | النتيجة في النهائي |
| ----- | ----- | -------------- | ------- | ------------------ | ------------------ |
| 1.    | 1985  | أكادير، المغرب | ترابية  | ديفيد دي ميغيل     | 2–6, 6–4, 6–0      |

### الزوجي: (2)
| الرقم | السنة | الدورة           | الأرضية | الشريك         | المنافس في النهائي           | النتيجة في النهائي |
| ----- | ----- | ---------------- | ------- | -------------- | ---------------------------- | ------------------ |
| 1.    | 1982  | باريولي، إيطاليا | ترابية  | إيفان كامو     | غييرمو إيبون فرناندو ماينيتو | 3–6, 6–4, 6–3      |
| 2.    | 1983  | فيغو، إسبانيا    | ترابية  | لورينزو فارغاس | إيفان كامو راؤول فيفير       | 6–4, 4–6, 6–2      |

## روابط خارجية
- غابرييل أوربي على موقع رابطة محترفي التنس (الإنجليزية)
- غابرييل أوربي على موقع الاتحاد الدولي لكرة المضرب (الإنجليزية)
- غابرييل أوربي على موقع خلاصة التنس.كوم (الإنجليزية)